# Colonia Condesa

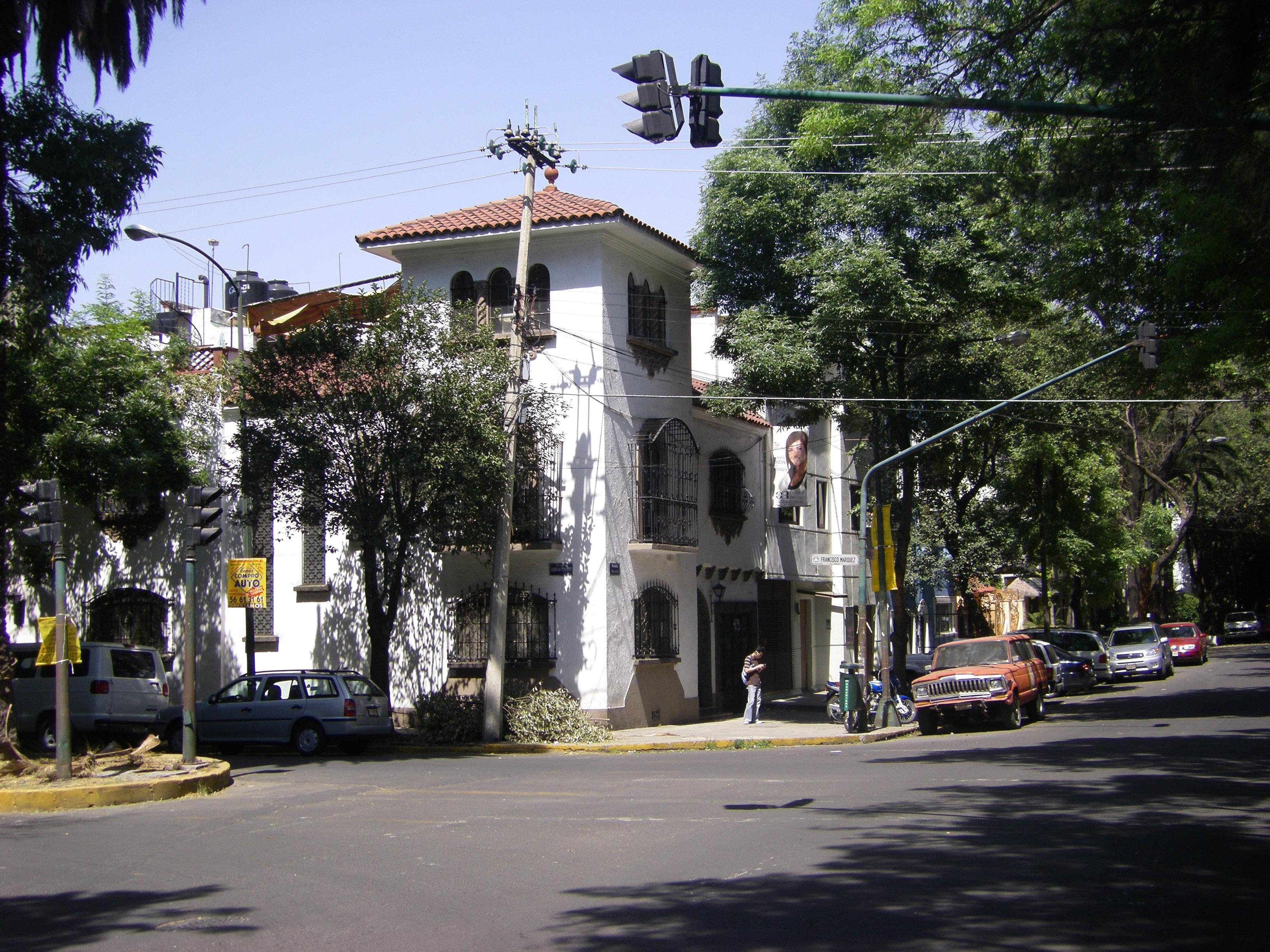
Straße in der colonia Condesa

Die Colonia Condesa (spanisch; kurz: Condesa) ist ein 1902 mit Anleihen an den Jugendstil und den Art déco gebautes Stadtviertel in der Delegación Cuauhtémoc in Mexiko-Stadt.

## Geschichte
Das Gebiet, auf dem der Stadtteil errichtet wurde, gehörte in der ersten Hälfte des 17. Jahrhunderts der Doña María de las Mercedes Enríquez de la Luna del Mazo, Gräfin von Miravalle (spanisch: Condesa, dt.: „Gräfin“, daher die Ortsbezeichnung). Ihre Villa liegt am Westrand des Viertels an Ecke Alfonso Reyes und Circuito Interior. Heute beherbergt sie die russische Botschaft. Colonia Condesa gilt als beliebte Wohngegend für Politiker, Wohlhabende und Diplomaten.

## Infrastruktur
In der unmittelbaren Nachbarschaft liegen der Parque de Chapultepec und das historische Zentrum von Mexiko-Stadt. Es gibt zwei Markthallen und diverse offene Straßenmärkte und eine französische Privatuniversität auf dem Gelände der einstigen Deutschen Schule in Mexiko (Universidad La Salle), eine deutsche Buchhandlung, die Friedrich-Ebert-Stiftung (FES), die Heinrich-Böll-Stiftung (HBS) und das mexikanische Goethe-Institut.

## Verkehr
Condesa ist über die Metrostationen Chapultepec, Juanacatlán, Patriotismo, Sevilla, Insurgentes, Chilpancingo und Hospital General sowie mit Bussen über die Avenida de los Insurgentes erreichbar.

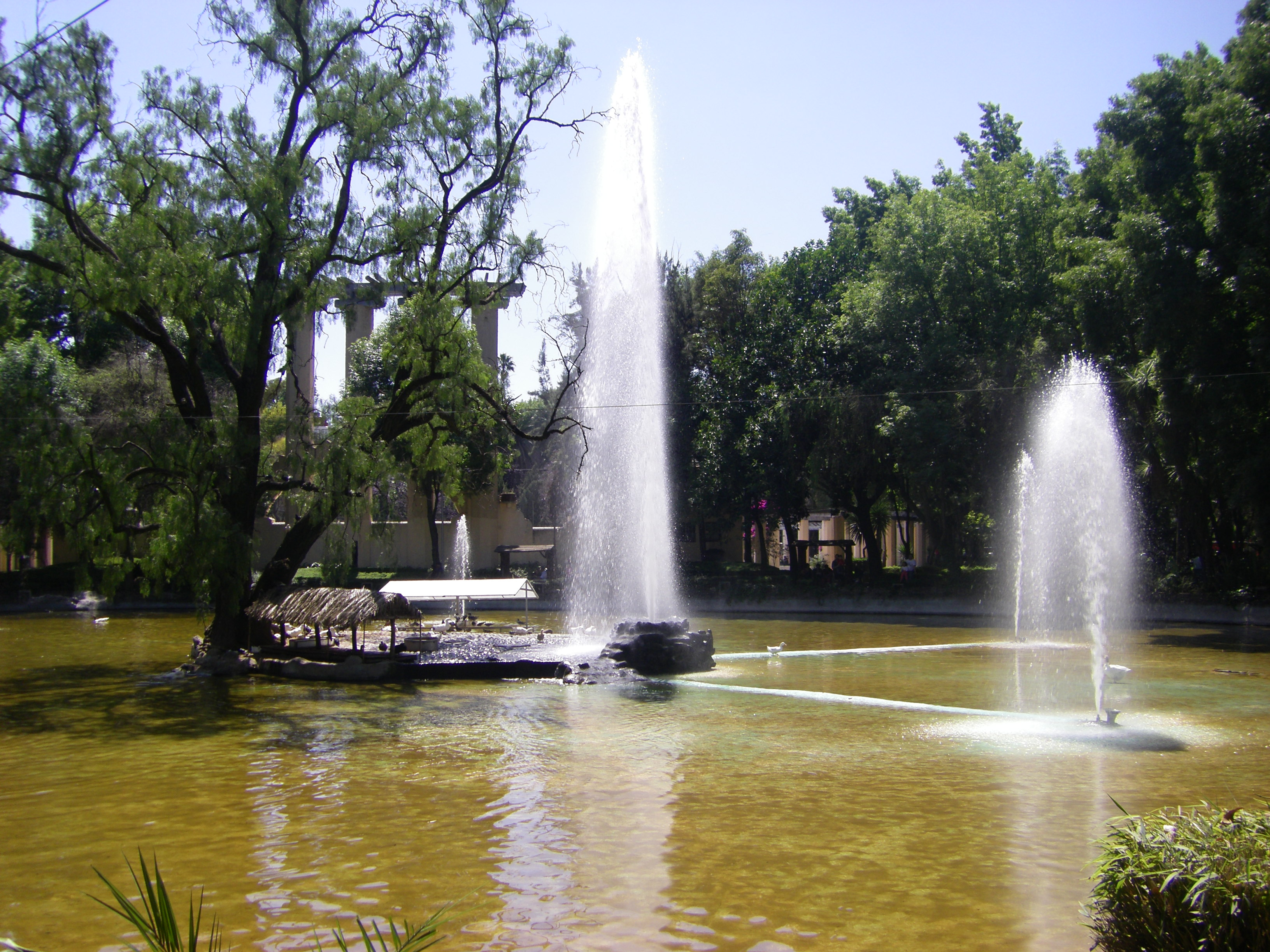
Parque México

## Sehenswertes
Als besuchens- und sehenswert gelten neben den Parkanlagen
- Parque de Chapultepec
- Parque España
- Parque México
- Freiluft-Theater Charles Lindbergh

auch die zahlreichen Häuser im Art-déco-Stil, funktionalistische und Avantgarde-Gebäude des 20. Jahrhunderts. So befinden sich hier die Edificios Condesa in französischem Neoklassik-Architekturstil, die mehrere lokale Künstler beherbergen, und das Edificio Basurto, erbaut 1939–1942 durch Francisco Serrano. Zerstört durch das Erdbeben 1985 wurde wieder aufgebaut.

## Weblink
- Offizielle Seite der Colonia Condesa

Koordinaten: 19° 25′ N, 99° 11′ W